# 빌레타바레아
빌레타바레아(이탈리아어: Villetta Barrea)는 이탈리아 아브루초주 라퀼라도에 있는 코무네이다.